# Sainte Couronne
Ne doit pas être confondu avec Couronne (martyre chrétienne).

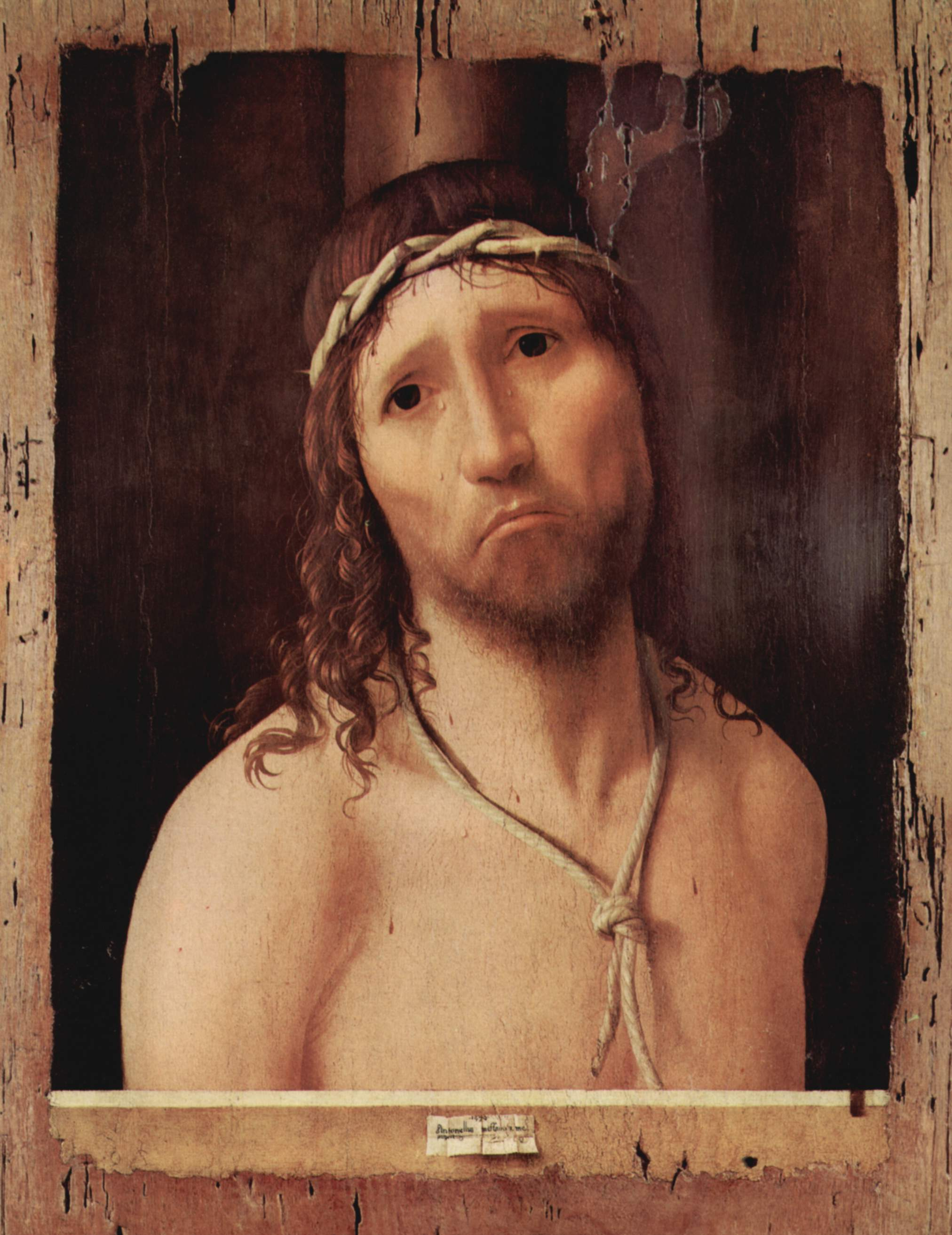
Ecce Homo, peinture d’Antonello de Messine vers 1473. Le Christ couronné devant la colonne.

La Sainte Couronne ou couronne du Christ est, selon la tradition chrétienne, la couronne d'épines posée sur la tête du Christ avant sa crucifixion. 
Cet instrument de la Passion, mentionné dans les Évangiles canoniques, selon Marc, Matthieu et Jean, est évoqué par les premiers Pères de l'Église comme Clément d'Alexandrie ou Origène. Faisant partie des reliques attribuées à Jésus, elle devient un symbole chrétien. 
Plusieurs sanctuaires affirment posséder cette relique. L'archevêché de Paris prétend la posséder dans le trésor de la Sainte-Chapelle. Il est également fait mention de la Sainte Couronne ou de l'un de ses fragments au Palais électoral de Munich, ainsi qu'en la basilique San Domenico de Bologne, à la cathédrale de Pise ou encore, à la cathédrale de Trêves, sans qu'il soit possible de déterminer si ces objets sont des  reliques de première classe (don d'une Sainte Épine, enchâssée dans un reliquaire en forme de couronne d'épines) ou de  reliques de contact (transfert de la sacralité de la Sainte Épine mise en contact avec un simple morceau de bois, devenant ainsi une relique).

## Le Christ et la Sainte Couronne

### Récit biblique du couronnement
Le récit du couronnement est présent dans deux Évangiles synoptiques (Mc 15, 17 et Mt 27, 29) et dans l'Évangile selon Jean (Jn 19, 2). Quelques textes de l'Évangile selon Luc le mentionnent, allant jusqu'à placer le couronnement lors de la mise en croix. Ces manuscrits sont vraisemblablement des ajouts de copistes afin d'harmoniser les Évangiles canoniques.
Jean rappelle que les soldats romains, dans la nuit du Jeudi au Vendredi saint, se moquèrent du Christ et de sa royauté en le coiffant ironiquement d'une couronne garnie d'épines. Peu de temps avant de gravir le Calvaire portant la pièce transversale de la croix sur son dos, Jésus subit de nouveau les brimades et les violences des soldats romains. À moitié évanoui, il s'effondre alors le long d'un trottoir en pierre, mouillé de son propre sang. Les soldats romains trouvent bien drôle qu'un Juif venant de la campagne puisse prétendre être roi. Aussi ils lui jettent sur les épaules une robe longue et placent un bâton dans sa main pour servir de sceptre. Pour terminer leur déguisement, ils eurent besoin d'une couronne. Des branches flexibles couvertes de longues épines (généralement utilisées pour attacher par paquets le bois de chauffage) sont tressées afin de leur donner la forme d'une couronne, laquelle est enfoncée dans son cuir chevelu, ce qui le fit saigner abondamment.

« Alors Pilate prit Jésus, et le fit battre de verges. Les soldats tressèrent une couronne d'épines qu'ils posèrent sur sa tête, et ils le revêtirent d'un manteau de pourpre »

— Évangile selon Jean, 19:1 et 2

### Historicité et iconographie de la Sainte Couronne

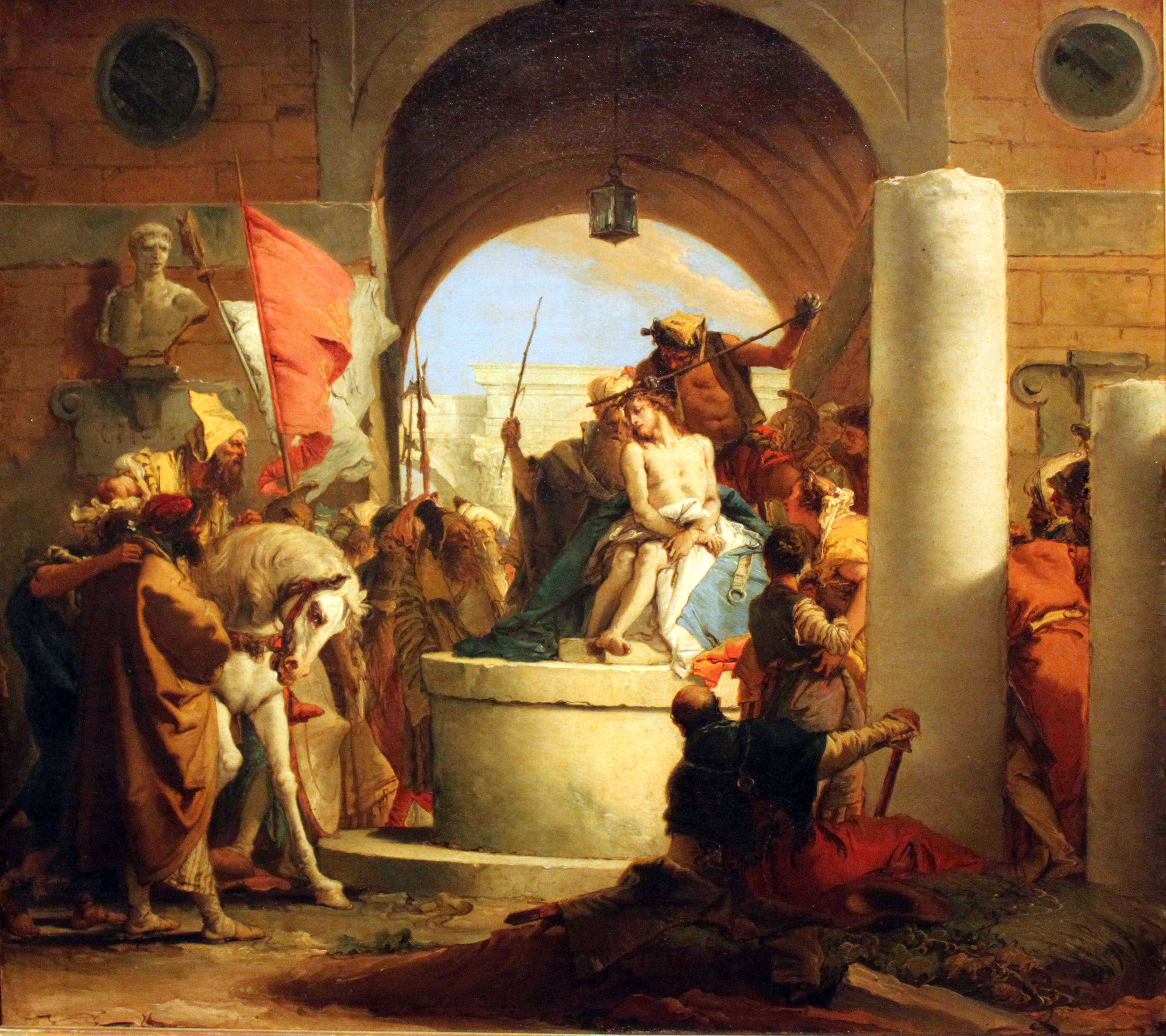
Couronnement d'épines du Christ,
Giambattista Tiepolo, après 1753,
Kunsthalle de Hambourg.

Si l'historicité de la crucifixion ne fait plus aucun doute pour la majorité des chercheurs, qui y voient des critères d'authenticité  (critère d'embarras ecclésiastique, d'attestation multiple, de cohérence),, les détails de l'exécution de Jésus sont davantage sujets à caution, les évangélistes ayant ajouté des symboles théologiques.
Ainsi le couronnement parodique de Jésus au cours de sa Passion est probablement un procédé littéraire des évangélistes voulant introduire une scène de dérision provoquée par la soldatesque qui feint de rendre hommage à la royauté de Jésus en l'affublant d'attributs pseudo royaux (manteau pourpre, couronne tressée avec des rameaux d'un buisson épineux que la garde romaine avait sous la main), références peut-être au Livre de Jérémie. L'historicité de la couronne d'épines fait consensus.
Ces mêmes évangélistes ne mentionnent pas la couronne d'épines sur la tête de Jésus lors de sa crucifixion. La tradition iconographique de la « corona spinea » (couronne d'épines en latin) figurant sur la tête du Crucifié est un parti pris des artistes médiévaux qui ont interprété docilement les affirmations de théologiens médiévaux selon lesquelles le Crucifié garda sa couronne jusqu'à sa mort. Ce serait la Vierge, après la descente de croix, qui la lui enleva, se blessant aux doigts et mêlant ainsi son sang à celui de Jésus. En effet, la tradition iconographique montre d'abord le Christ à la tête nue puis au XIe siècle apparaît le Christus triumphans portant la « corona », diadème royal parfois réduit à un filet d'or orné d'une gemme sur le front. C'est à partir du XIIIe siècle, dans le cadre de la dévotion au Christus patiens (« Christ souffrant »), qu'apparaît l'iconographie de la couronne d'épines.

## La relique de la couronne à travers l'Histoire

### De Jérusalem à Byzance (Ier–XIIesiècle)

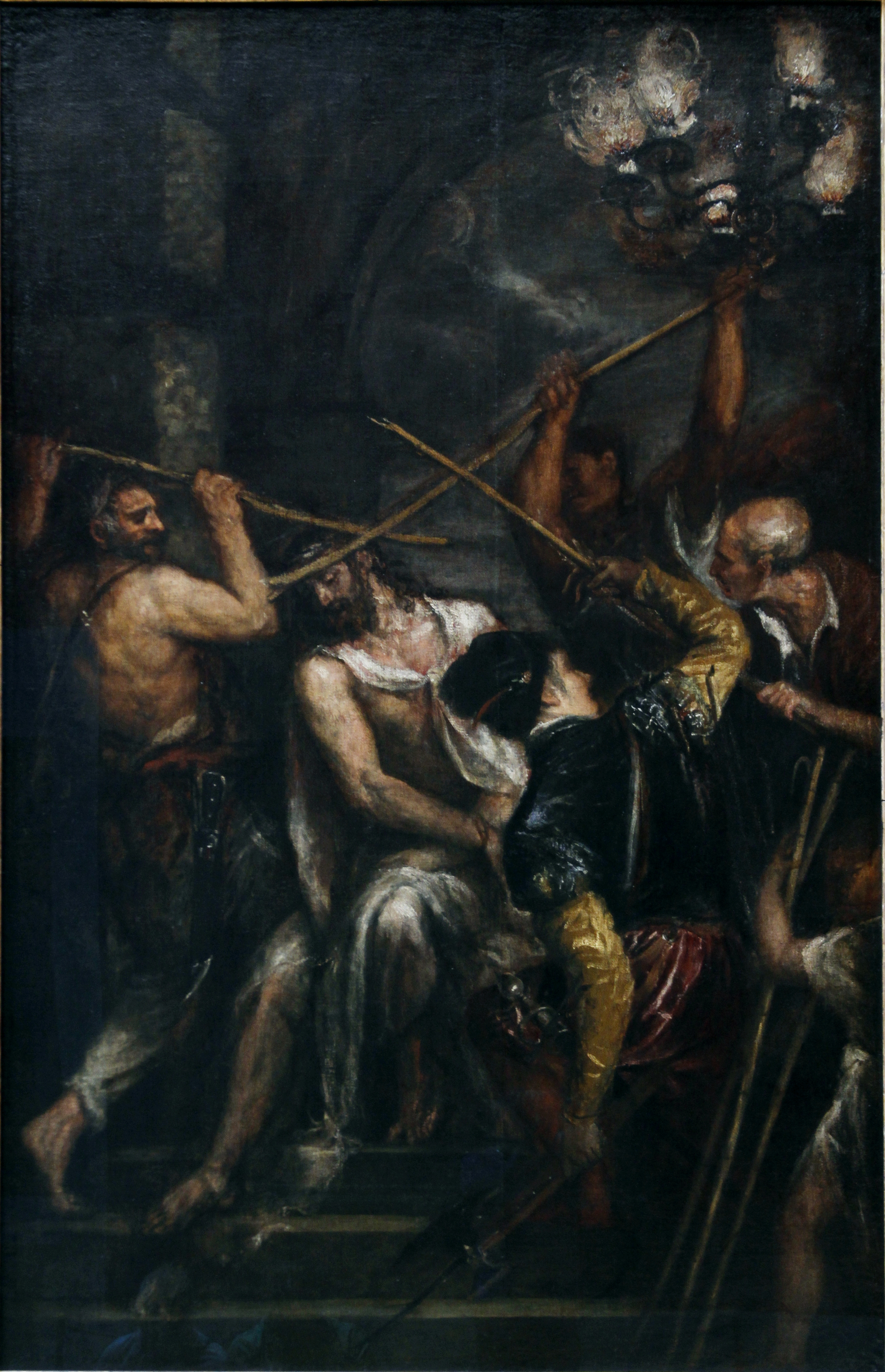
Le couronnement d'épines, Le Titien, vers 1570.

Après l’invention de la Vraie Croix par sainte Hélène en 326, la mère de Constantin recueille la même année d’autres reliques de la Passion (et notamment celle de la Couronne) conservées, selon la tradition, par des familles chrétiennes qui se les étaient transmises. Ces récits d’inventio sont probablement des légendes imaginées à partir des années 350, le récit de l'Anonyme de Bordeaux qui raconte un pèlerinage à Jérusalem en l'an 333 ne  mentionnant pas ces objets. 
Les récits qui font état de l'existence de la Sainte Couronne apparaissent en effet dans la deuxième moitié du IVe siècle. Ces récits légendaires d'identification d'objets bibliques ont ainsi pu répondre aux questions des pèlerins qui s'interrogeaient sur la présence ou l'absence remarquable de ces reliques à Jérusalem. Ils peuvent s'interpréter aussi comme une compétition entre les diocèses de Césarée et de Jérusalem, qui revendiquent chacun la primauté de l'Église dans la province palestinienne. La découverte et la détention de reliques, même fausses, à Jérusalem légitime alors la primauté de cette dernière.
En 409, Paulin de Nole, en la mentionnant parmi les reliques sacrées de la basilique du Mont Sion à Jérusalem, donne de la consistance à cette tradition tardive. En 570, Antoine le Martyr, en pèlerinage, la trouve exposée à la vénération des fidèles dans la basilique.
Par crainte d’une invasion des Perses puis des Arabes, certaines reliques sont transférées de Jérusalem à Constantinople, capitale de l’Empire romain d’Orient. Elles enrichissent le trésor des empereurs byzantins. La date exacte du transfert de cette Couronne d’Épines est inconnue. Son authenticité ne peut être vérifiée. En 614, lorsque Jérusalem est conquise par les Perses, la Sainte Couronne n’y est déjà plus. Les Perses qui brûlent l’église du Saint-Sépulcre emportent comme trophées la Sainte Croix et d’autres reliques. Ainsi, selon la tradition, la Couronne est pieusement conservée et vénérée dans la chapelle impériale de Constantinople à partir du VIIe siècle. D'après les différents témoignages, des épines ont été dispersées au cours des siècles par les dons effectués soit par les empereurs byzantins, soit par les rois de France. Il en existe environ soixante-dix, de même nature, qui s'en réclament originaires.
Sans totalement s’interrompre, son histoire s'obscurcit pour un temps. Il est certain qu'elle réapparaît à Constantinople avant le milieu du Xe siècle, puisqu’un fragment, nommément désigné, y est enfermé dans un reliquaire d’or émaillé dédicacé au nom de l’« empereur Constantin VII Porphyrogénète, monté en 913 sur le trône ». Ce reliquaire fut réalisé à Constantinople et rapporté à l'issue de la IVe croisade en Allemagne par le chevalier Ulrich von Ulmen à Limbourg-sur-la-Lahn.
Aussi, dès le milieu du Xe siècle, comme en témoigne Constantin VII dans son Traité des Cérémonies, les empereurs d'Orient étaient parvenus à réunir une collection impressionnante de reliques de la Passion dont le nombre devait encore s’accroître sous leurs successeurs : entre 975 et 1098, la Couronne (peut-être pour elle en 1063) et les autres grandes reliques de la Passion furent transférée au palais des Blachemes à Constantinople puis regroupées alors peu à peu dans l’une des chapelles palatines, celle de la Vierge, dite du Phare. C’est ce lieu sacré que les pèlerins occidentaux et orientaux évoquent aux XIe et XIIe siècles. La Vraie Croix reste la principale relique jusqu'à ce qu'elle soit découpée en de nombreux morceaux distribués à de nombreux bénéficiaires, faisant douter de leur authenticité. Si bien que dès le XIe siècle d'autres reliques de la Passion s'autonomisent et prennent une importance croissante, en premier lieu la Sainte Couronne, signe pour les empereurs chrétiens que le Christ est roi. C’est là, également, que Nicolas Mésaritès, garde des trésors des chapelles du Sacré Palais de Constantinople vers 1200, pouvait les observer quotidiennement. Dans un manuscrit, il a laissé la description des dix plus prestigieuses d’entre elles dont la Sainte Couronne :

« La première à s’offrir à la vénération, c’est la Couronne d’épines, encore verdoyante et demeurée intacte car, ayant touché la tête du Christ Souverain, elle a eu part à l’incorruptibilité… Elle n’est pas rude d’aspect, ni blessante ou pénible au contact… et, si l’on obtient de la toucher, elle n’est que souplesse et douceur. Ses efflorescences ne ressemblent pas à celles des haies clôturant les vignes qui, comme les voleurs le font par leur rapines, tirent à elles le bord de la tunique et sa frange, ou parfois même écorchent et blessent la cheville du promeneur qu’elle accrochent et ensanglantent de leurs piquants féroces : non, certes, nullement, mais elles sont comme les fleurs de l’arbre à encens, qui ont à leur naissance l’aspect de pousses minuscules, comme les chatons de l’osier, comme des bourgeons qui paraissent. »

### La Couronne durant l'Empire latin d'Orient (XIIIesiècle)
Après le sac de Constantinople par les Croisés et les Vénitiens en 1204, les Croisés fondent l'Empire latin d'Orient qui existe jusqu'en 1261. Pour garantir un emprunt auprès de banquiers vénitiens, les empereurs latins gagent différentes reliques : la Sainte Couronne est ainsi mise en gage par Baudouin II de Courtenay par l'acte du 4 septembre 1238 bénéficiant au patricien de Venise, Nicolo Quirino, qui prévoit que le marchand vénitien devienne propriétaire de la relique si le prêt n'est pas remboursé en juin 1239.

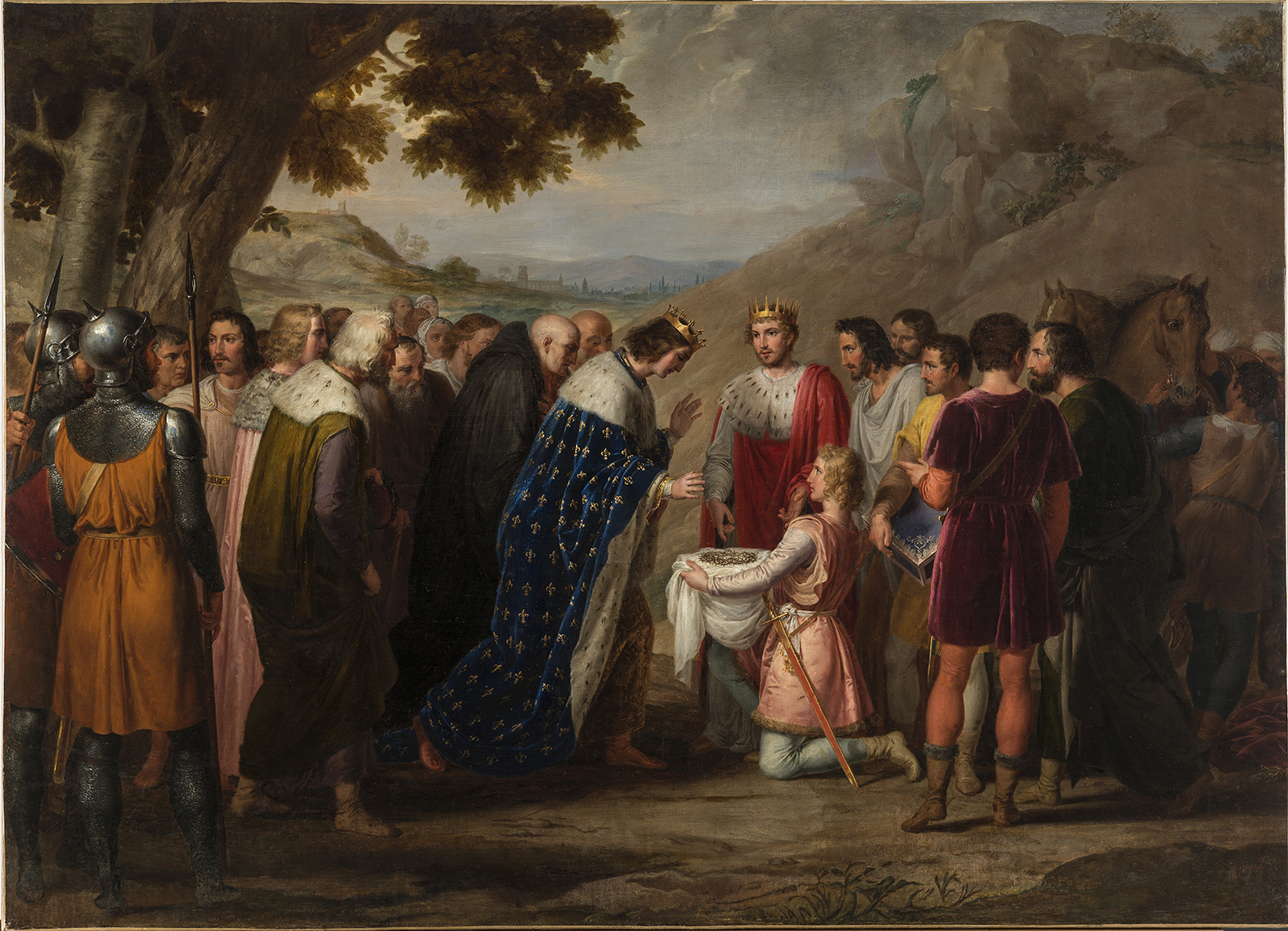
, Saint Louis recevant la sainte couronne de Baudouin II, entre 1827 et 1839.

Quelques années plus tard, Saint Louis souhaite se porter acquéreur de reliques christiques dont la Sainte Couronne. C'est ainsi qu'il est représenté sur le tableau Saint-Louis vénérant la Sainte Couronne. Son objectif est de dominer la chrétienté à la suite de la querelle des Investitures qui a affaibli la papauté et le Saint-Empire romain germanique. Il faut deux années de négociations pour conclure l’affaire avec Baudouin II de Courtenay car le roi tient à s’assurer de l’authenticité des reliques. Moyennant la somme astronomique de 135 000 livres tournois, soit la moitié du revenu annuel du domaine royal de France, la couronne est acquise en août 1238. Sous la conduite des dominicains Jacques et André de Longjumeau, elle prend la route vers Noël 1238. Elle fait escale à Venise afin d'y lever les gages qui l'affectent. 
La couronne étant convoitée, notamment par Jean III Doukas Vatatzès, l'empereur byzantin replié à Nicée, la mission royale est accompagnée par plusieurs chevaliers, dont Giffard de Meaux, cadet de la maison des comtes de Meaux. Pour perpétuer ce souvenir, la famille de Meaux reçoit par agrément royal de nouvelles armoiries : d'argent à cinq couronnes d'épines de sable, 2, 2 et 1. La couronne arrive à Venise. Elle est déposée au trésor de la basilique Saint-Marc. Après avoir fait vérifier les sceaux la protégeant et ordonné le paiement des sommes convenues par les marchands français de Venise, les ambassadeurs reprennent la route de la France sous une escorte renforcée par les troupes prêtées par Frédéric II sur la demande de Louis IX, afin de prévenir toute velléité vénitienne de conserver la couronne. 
Le 10 août 1239, la couronne fait son entrée solennelle à Villeneuve-l'Archevêque (Champagne) accompagnée du roi, de son frère Robert Ier d'Artois et de leur mère Blanche de Castille. Le 11 août a lieu l'office en la cathédrale Saint-Étienne de Sens car l'archevêque de Sens Gauthier le Cornu porte le titre de « primat des Gaules et de Germanie », Paris dépendant de l'église métropolitaine de Sens. Elle fait son entrée dans Paris le 18 août 1239. Deux ans plus tard, en 1241, le roi poursuit son ambition en se portant acquéreur du premier morceau de la Sainte Croix et de sept autres reliques dominicales, notamment le Saint Sang et la Pierre du Sépulcre. L'année suivante, ce sont des morceaux de la Sainte Lance et de la Sainte Éponge qui sont ajoutés à la Sainte Collection. 
Afin de conserver ces objets sacrés conservés temporairement à Notre-Dame de Paris, la Sainte-Chapelle est érigée au centre de Paris, dans l'île de la Cité où la cérémonie de translation a lieu en 1248 deux mois avant le départ du roi à la Croisade. À l'issue de la fête de la dédicace de la Sainte Chapelle, le souverain temporel institue une fête annuelle liturgique le 11 août donnant lieu à l'office de la susception de la Sainte Croix.
Philippe III le Hardi, fils de Louis IX, fait remettre avant sa mort en 1285 à Perpignan quatre épines de la couronne du Christ qui lui ont été remises par Saint Louis avant sa mort, lors de la croisade dite « de Tunis ». Il fait porter les quatre épines en l'église Saint-Mathieu de Perpignan, église la plus proche du Palais des Rois de Majorque. Les Saintes Épines sont toujours vénérées et protégées par la confrérie des Saintes Épines de l'église Saint-Mathieu dont le Régidor référent est Lucien Baillette.
La représentation du Christ en croix avec, ou sans, sa Sainte Couronne évolue au cours du temps : Christ en gloire vêtu portant une couronne royale et non d'épines dans l'art carolingien, puis aux alentours de l'an 1000 apparaît le Christ patiens dévêtu avec un perizonium et la tête nue, enfin à partir du XIIIe siècle Christus dolens avec la couronne d'épines.

### La Couronne de la Révolution à nos jours

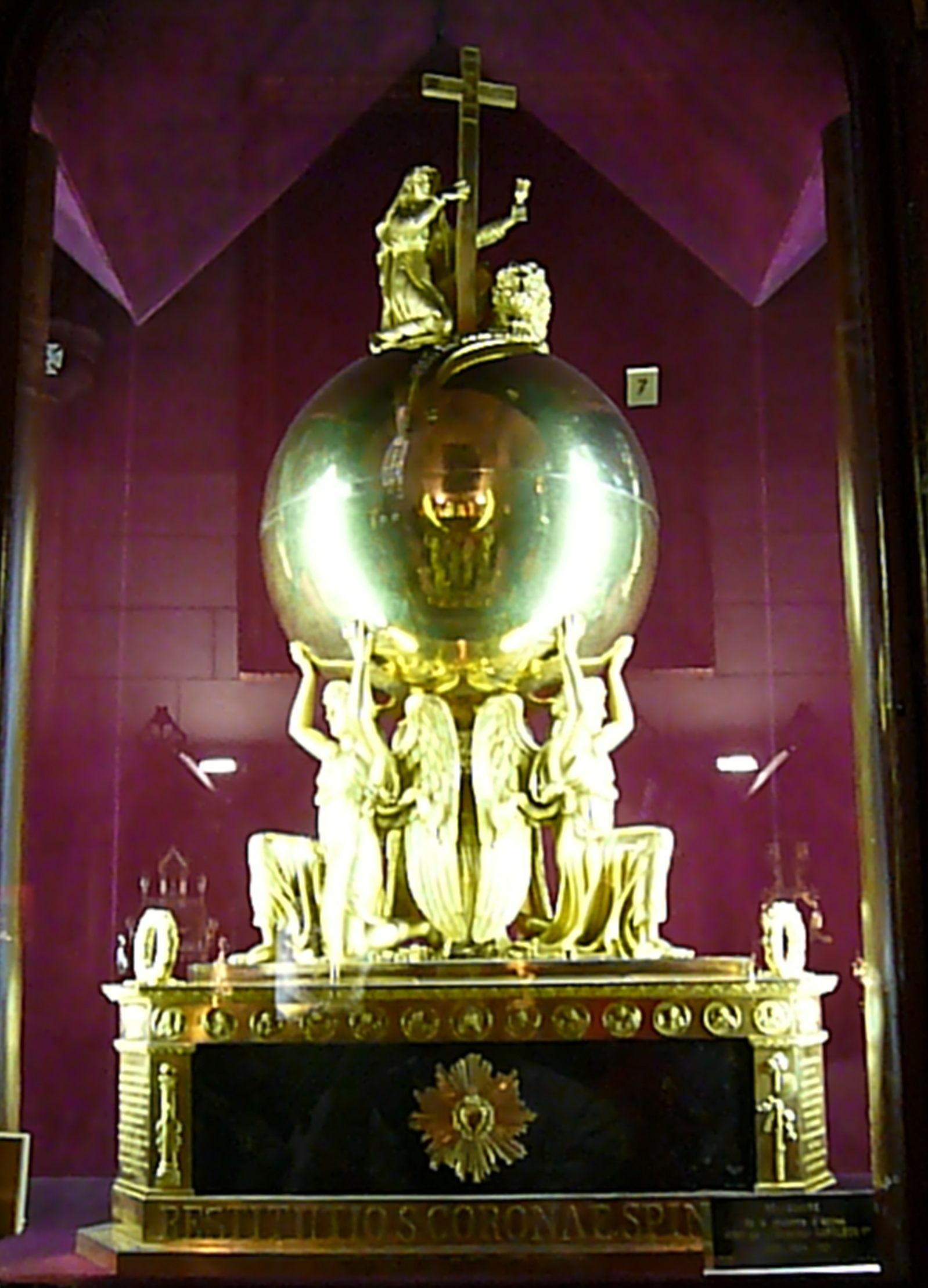
Le reliquaire de 1806.

Durant la Révolution, la Sainte Couronne, considérée comme objet patrimonial, est déposée au Cabinet des médailles de la Bibliothèque nationale.
Le Concordat de 1801 impliqua que la relique fût remise à l'archevêque de Paris, qui l'affecta en 1806 au Trésor de la cathédrale Notre-Dame de Paris, où elle fut présentée dans une vitrine jusqu’à l’incendie de Notre Dame. Elle est placée en l'église Saint-Germain-l'Auxerrois de Paris le temps que les travaux de la cathédrale se terminent (juin 2024). Les saintes reliques sont confiées aux chanoines du chapitre de la cathédrale Notre-Dame, puis placées sous la garde statutaire des chevaliers du Saint Sépulcre de Jérusalem. Ce sont donc les chanoines qui les présentent et les chevaliers qui ont la charge de les protéger lors de leur ostension,. 
Napoléon Ier et Napoléon III ont donné chacun un reliquaire pour la conserver. Le premier de style néo-classique a été réalisé en 1806 par l'orfèvre Jean-Charles Cahier.
Le reliquaire de la Couronne d'Épines de 1862, de style néo-gothique a été  dessiné par Viollet-le-Duc et réalisé par l'atelier d'orfèvre de Placide Poussielgue-Rusand. Ce dernier reliquaire en bronze et argent doré a une décoration riche : « neuf chimères soutiennent un premier plateau, orné de rinceaux en filigranes et de pierres précieuses. Sainte Hélène tenant la croix, le roi Baudouin II, empereur de Constantinople, sceptre et globe en main et Saint Louis tenant dans ses mains la Sainte Couronne, trônent sur des fauteuils à accotoirs en tête de lion, dans des attitudes hiératiques, la tête légèrement tendue vers l’avant. Une petite plateforme et un nœud orné de feuillages supportent la monstrance circulaire, qui fait alterner des arcatures ajourées trilobées et des niches abritant les douze apôtres sous de petits dais à tourelles. Enfin, de hautes fleurs de lys, enrichies de rinceaux et de pierres précieuses, surmontent le tout. Toute cette partie supérieure repose à la fois sur une colonne centrale et sur les montants des trois trônes. C’est dans cette monstrance que prend place le reliquaire circulaire qui renferme la Sainte Couronne ».

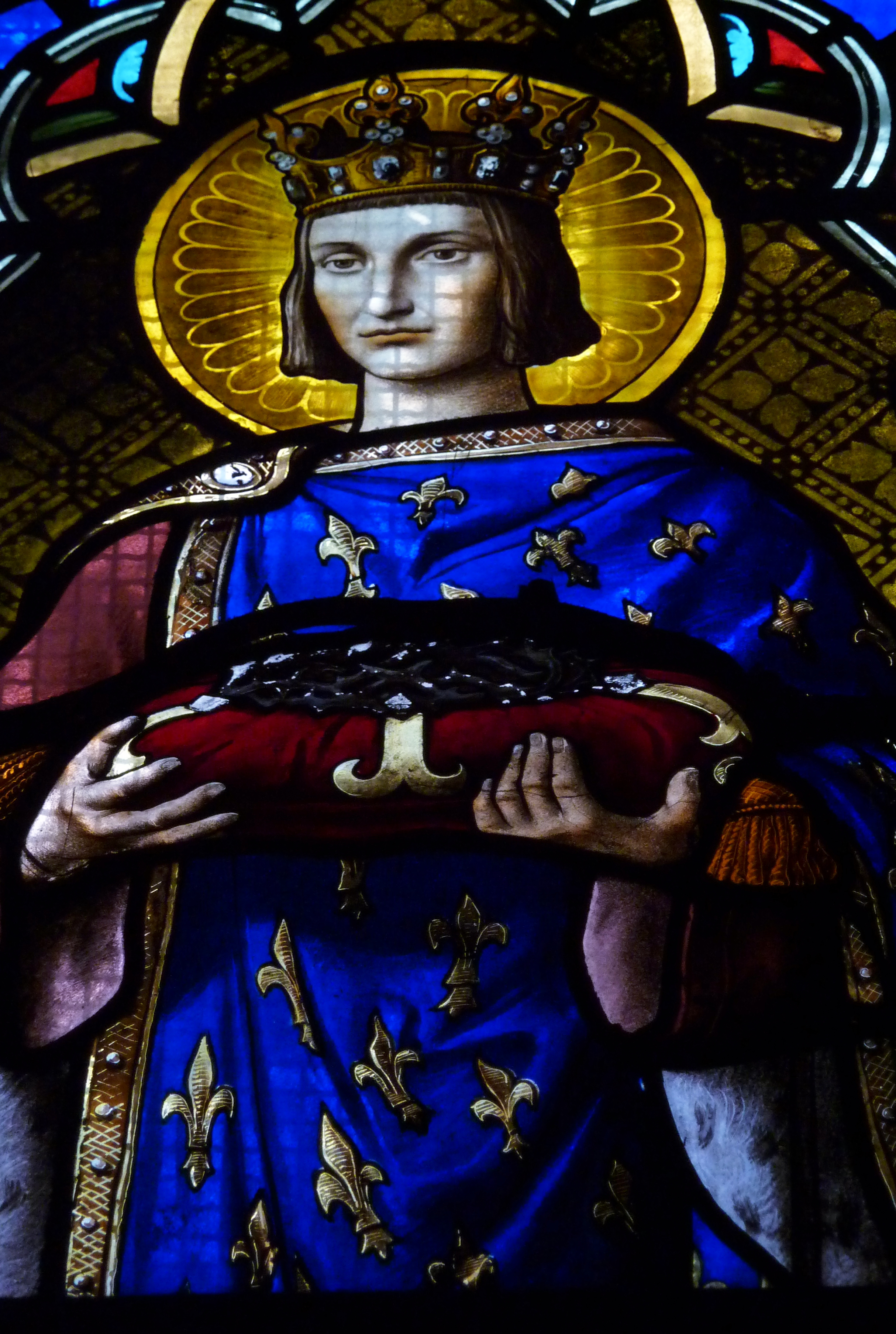
Saint Louis présentant la Sainte Couronne, Église Saint-Gratien de Saint-Gratien (Val-d'Oise), (vitrail détail).

En 1896, un nouveau cylindre de cristal de roche et d'argent doré se substitue à celui de 1806 pour enchâsser la couronne. Dessiné par l’architecte Jules Astruc et exécuté par Maurice Poussielgue-Rusand, successeur de son père, l'anneau en cristal de 21 cm de diamètre et de 15 mm de section est en six pièces attachées par trois agrafes. Ce tube-reliquaire contient un cercle de tiges de jonc tressées attachées, de distance en distance, par une quinzaine de joncs semblables. Un fil d'or court au milieu de ces attaches. Au milieu de ce bourrelet de jonc, on a dû piquer des branches épineuses qui ont disparu, saint Louis en ayant distribué de nombreuses. D'après Charles Rohault de Fleury, le cercle est composé de juncus balticus et les épines du genre Rhamnus ou du Ziziphus spina-christi. Deux tiers de cet anneau sont recouverts d'un entrelacement de branches épineuses en or ciselé portant des perles, des pierres, des fleurs en brillants et orné, de distance en distance, d'écussons émaillés représentant sur l’avers saint Denis, sainte Geneviève et les armes du chapitre de Notre-Dame, au revers le visage du Christ, les armes de la Ville de Paris et le sceau de Saint-Louis. Lors de la phase restauration des années 1920, une parcelle de la Sainte Couronne est placée à l'intérieur du tube reliquaire du coq placé au sommet de la flèche. Le reliquaire est déposé dans la chapelle absidiale de la cathédrale depuis 2008. 
En temps normal, la couronne d’épines n’est pas exposée au public. Seuls les deux reliquaires du XIXe siècle offerts par Napoléon Ier et Napoléon III sont présentés en permanence dans le Trésor de la sacristie de la cathédrale Notre-Dame de Paris. La Couronne, les reliques du bois de la Croix et un clou de celle-ci sont présentés à la vénération des fidèles chaque premier vendredi du mois à 15 h, tous les vendredis de carême à 15 h et le Vendredi Saint de 10 h à 17 h.

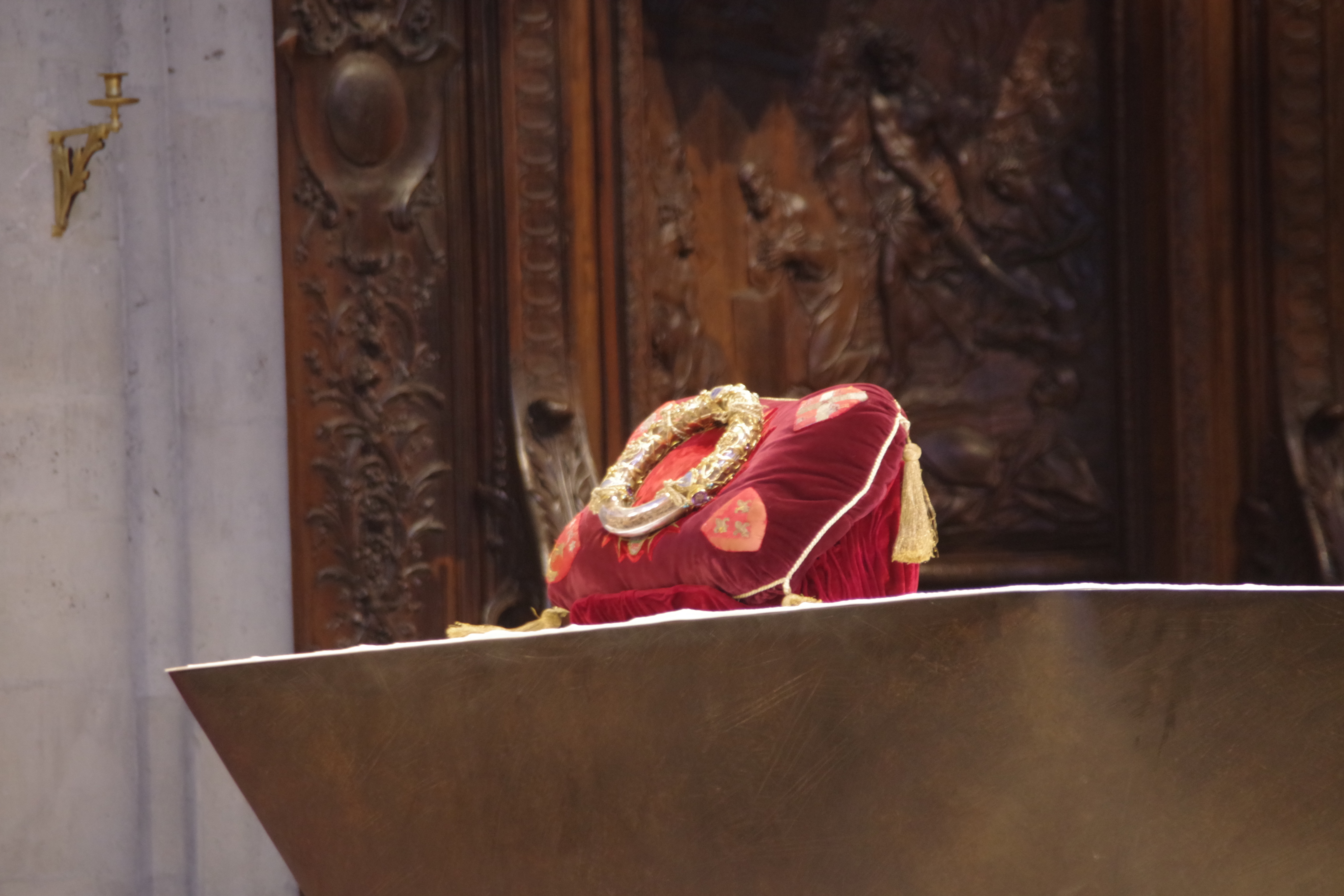
Sainte-couronne de Notre-Dame de Paris

Depuis 1806, la Sainte Couronne d'épines n'a quitté que rarement le trésor de Notre-Dame de Paris : en juin 1939 pour le 700e anniversaire de son arrivée en France (le cardinal Verdier, archevêque de Paris, refait avec la relique un pèlerinage symbolique de Sens à Paris), en août 1997, à l'occasion de Journées mondiales de la jeunesse à Paris (elle est exposée quelques jours dans la Sainte chapelle) et en mars 2014 pour marquer le 800e anniversaire de la naissance et du baptême de saint Louis (exposition dans la Sainte chapelle et dans la collégiale Notre-Dame de Poissy).
Lors de l'incendie de Notre-Dame de Paris du 15 avril 2019, les pompiers ont réussi à sauver la Sainte Couronne ainsi que la chemise de Saint Louis, notamment grâce à l'abbé Jean-Marc Fournier, aumônier des pompiers de Paris,.

## Galerie

Divers reliquaires
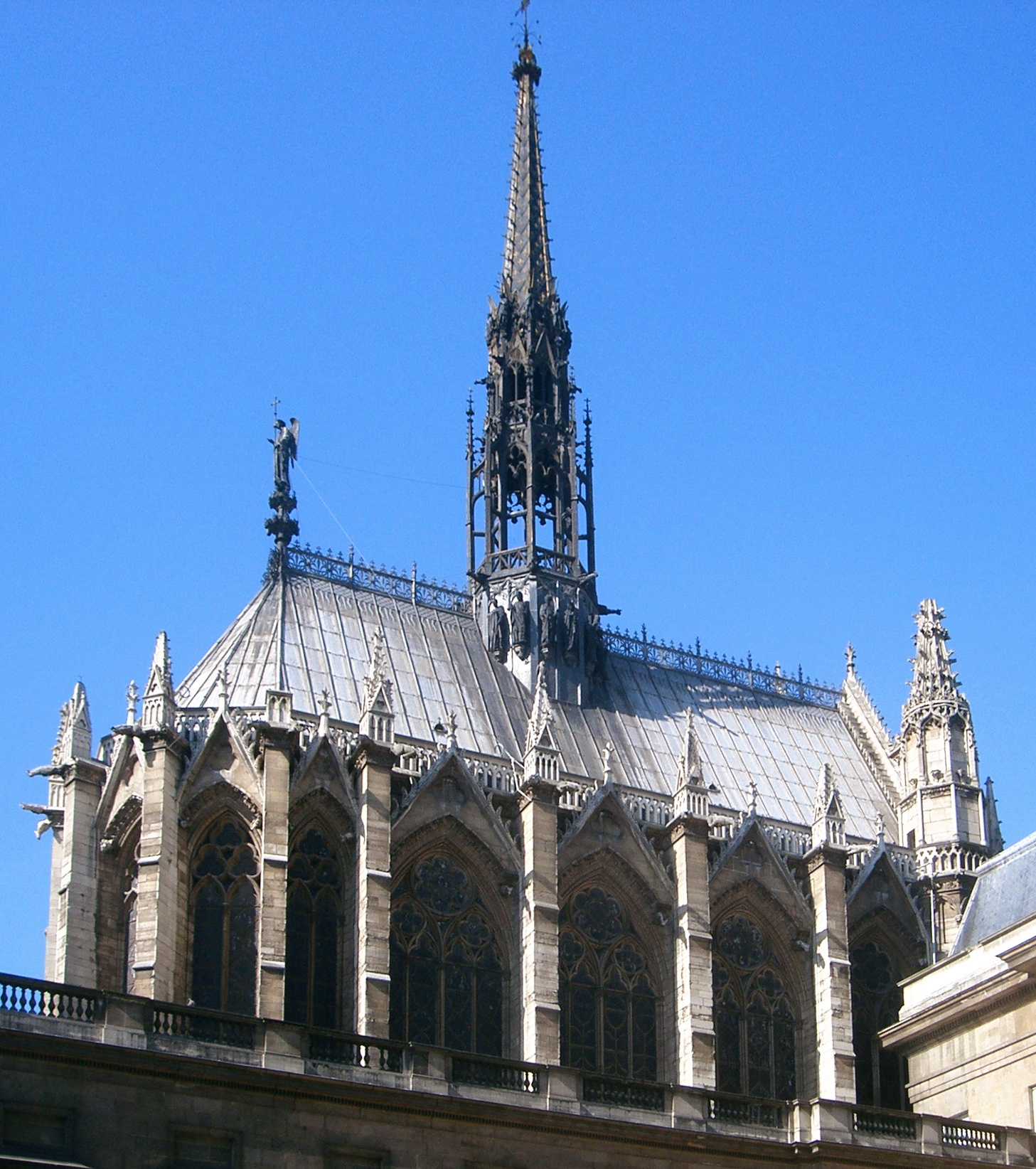
Sainte-Chapelle de Paris, édifiée afin d'abriter les reliques de la Passion.
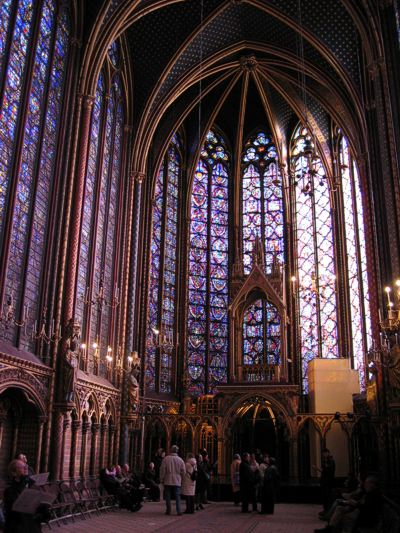
Chapelle haute de la Sainte-Chapelle
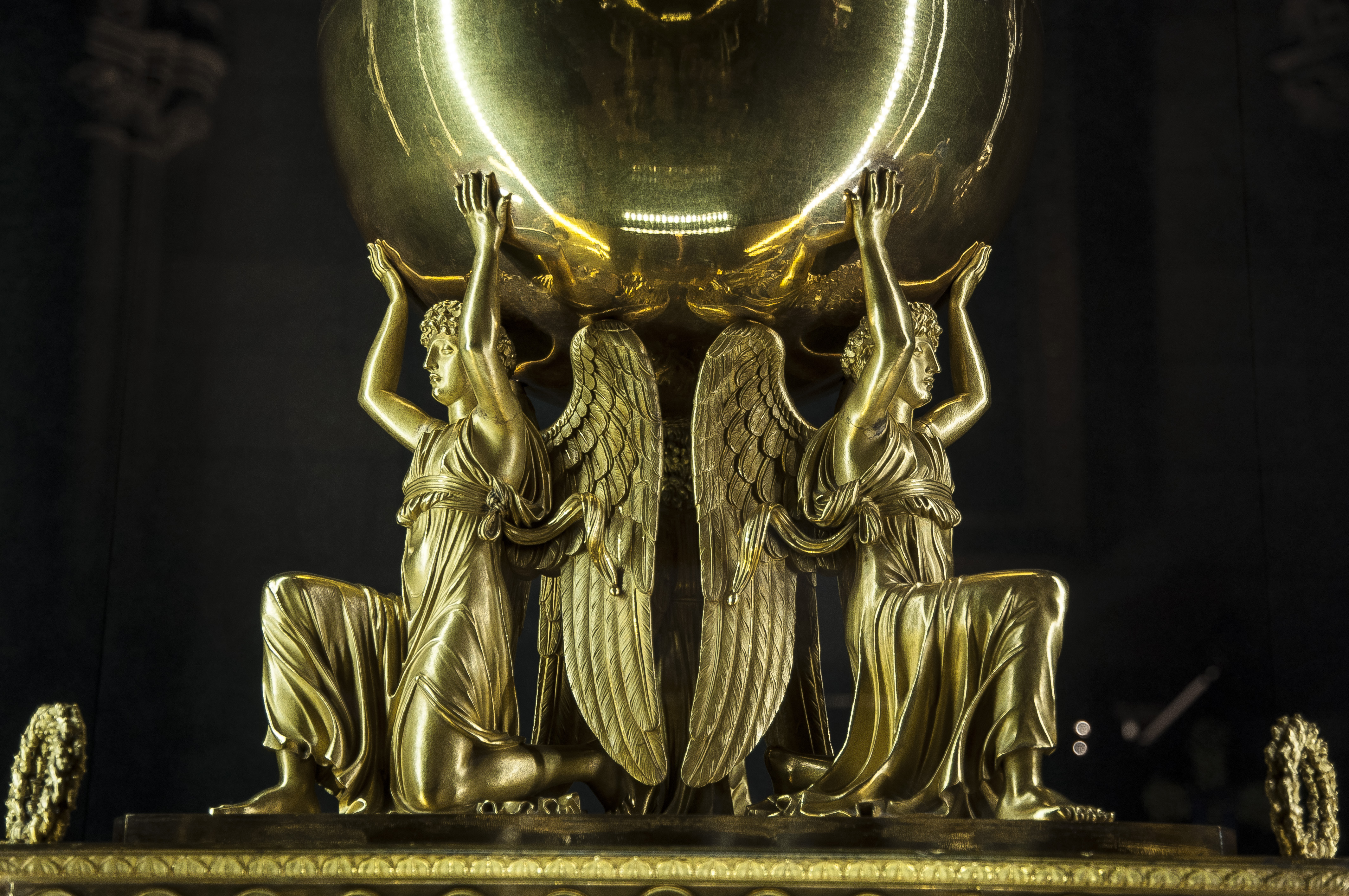
Détails du Reliquaire de la couronne d'épines de 1806.
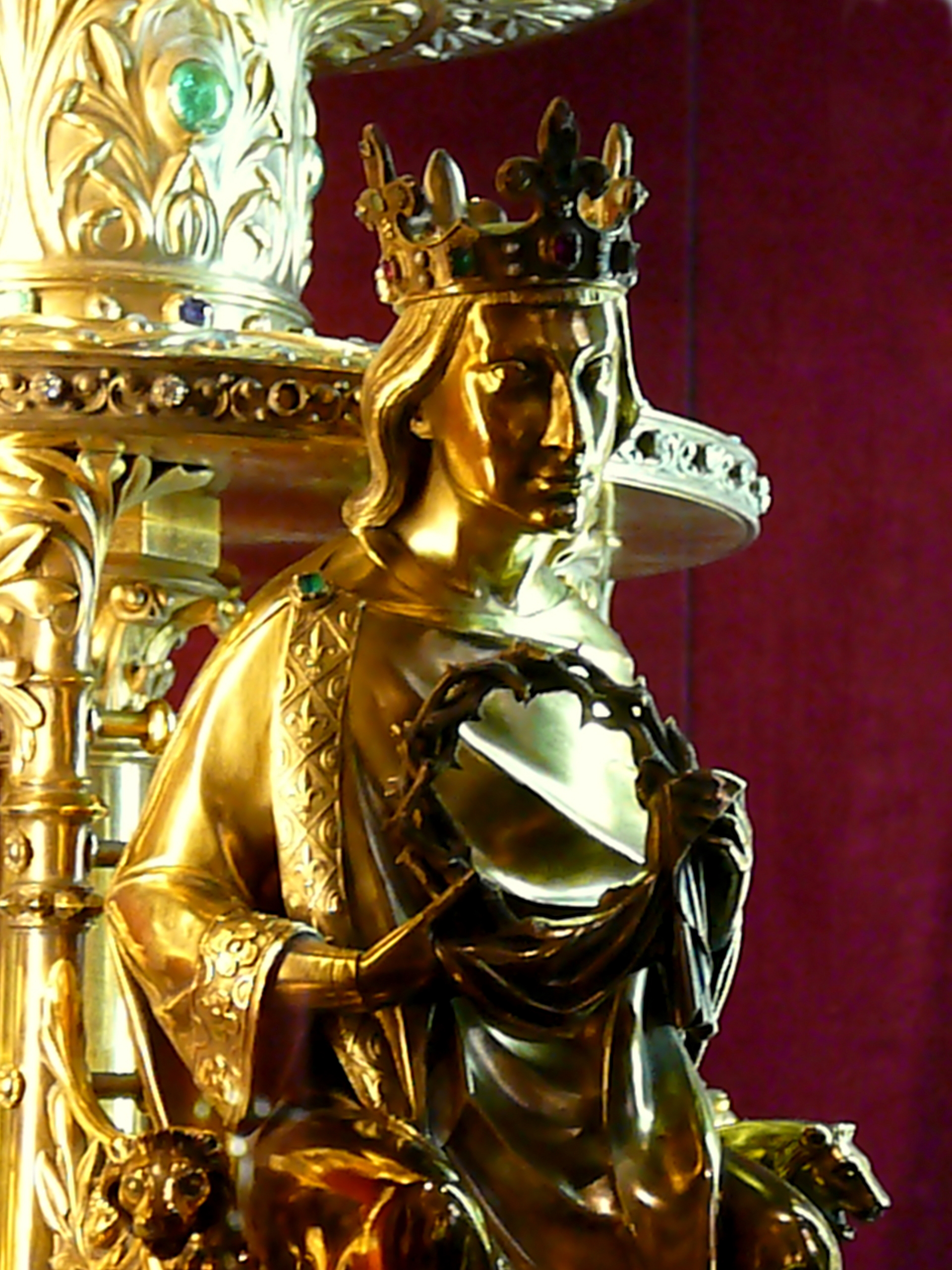
Détail du reliquaire de 1862 avec Saint-Louis tenant la Couronne.
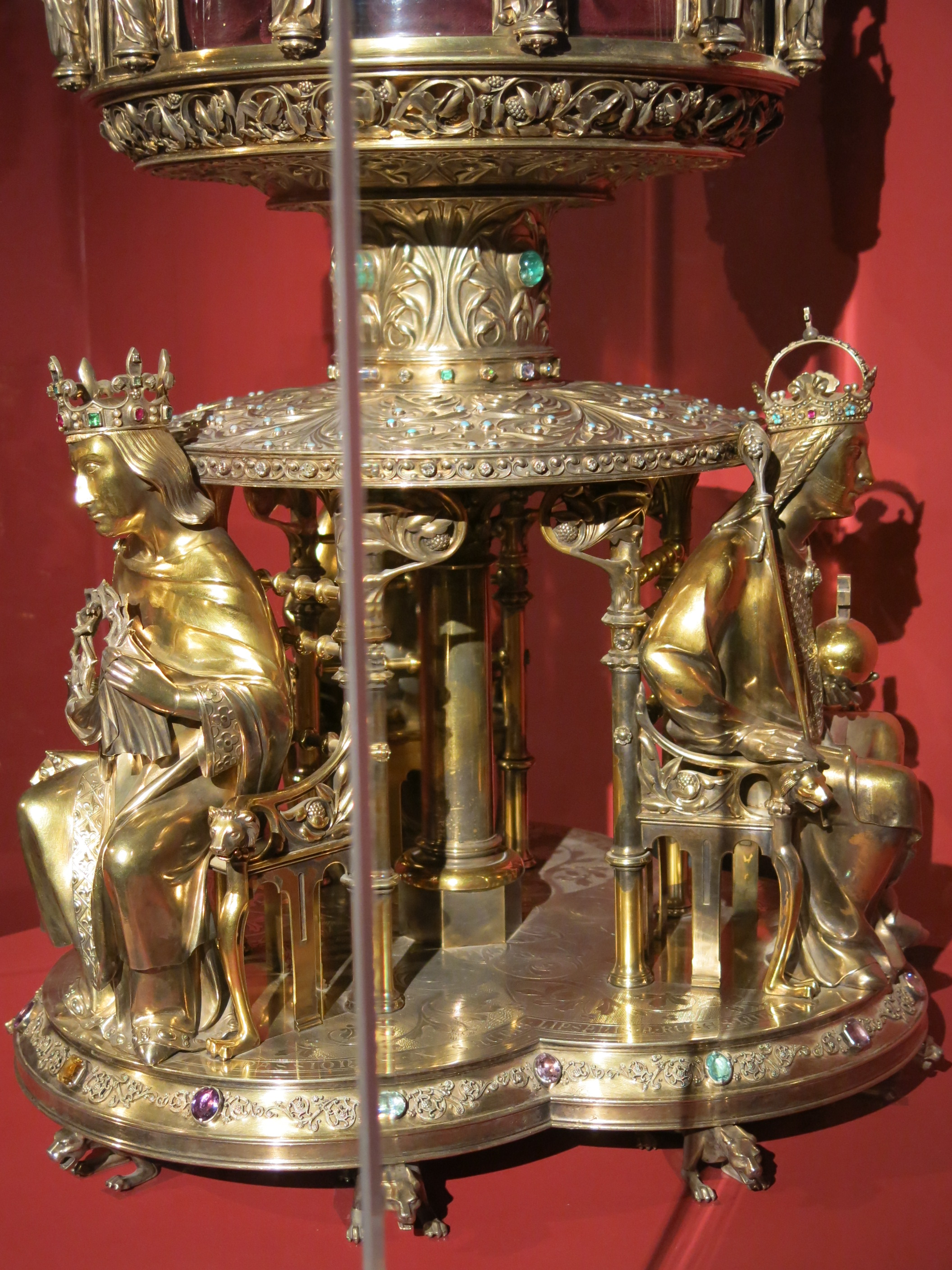
Autres détails de ce reliquaire avec Saint-Louis et Sainte-Hélène de 1862.
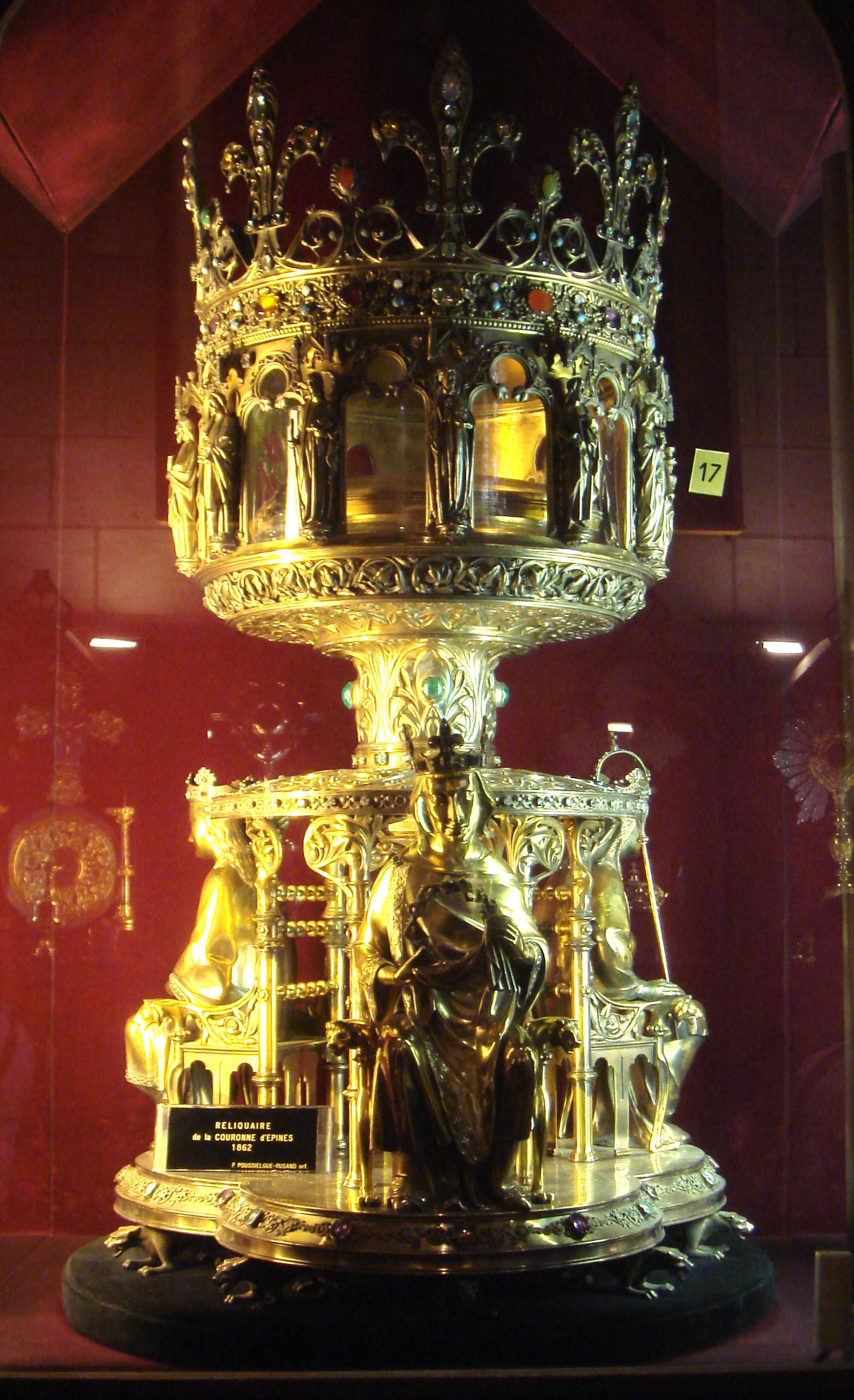
Le reliquaire de 1862.
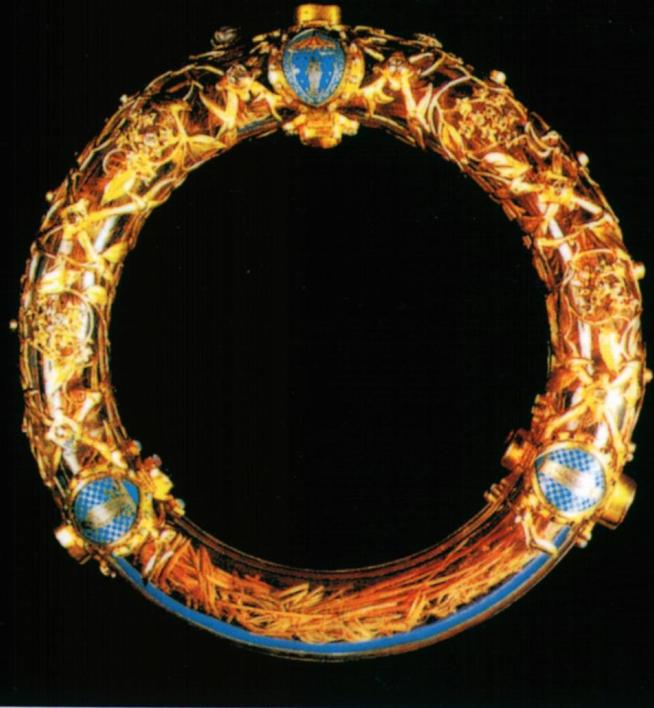
La Sainte Couronne dans le reliquaire de 1896.
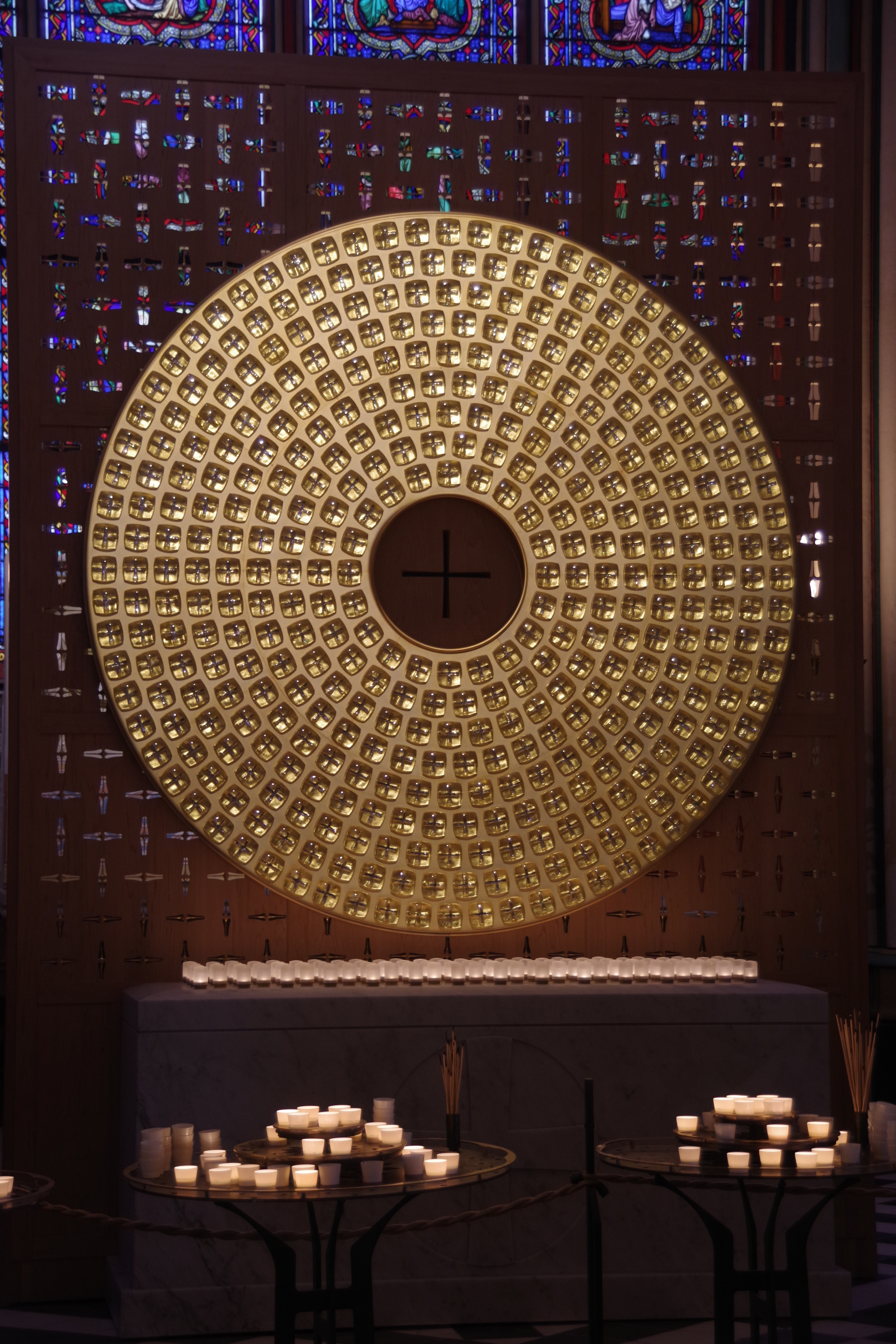
Reliquaire de la Sainte-couronne de Notre-Dame de Paris depuis 2024